# سدم بصلي
السُدم البصلي  (باللاتينية: Sedum cepaea) نوع نباتي يتبع جنس السدم من الفصيلة المخلدية.

## الموئل والانتشار
موطنه بلاد الشام والمغرب العربي وتركيا وجنوب أوروبا والبلقان.

## مرادفات للاسم العلمي
- (باللاتينية: Anacampseros cepaea (L.) Willd.)
- (باللاتينية: Cepaea caesalpini Fourr.)
- (باللاتينية: Sedum amani Post)
- (باللاتينية: Sedum calabrum Ten.)
- (باللاتينية: Sedum gallioides All.)
- (باللاتينية: Sedum spathulatum Waldst. & Kit.)
- (باللاتينية: Sedum strictum K.Koch)
- (باللاتينية: Sedum tetraphyllum Sm.)